# Мюллер, Герман Александр
Герман Александр Мюллер (нем. Hermann Alexander Müller; 1814, Бремен — 30 мая 1894, там же) — немецкий археолог и историк искусства.
Доктор филологии. Дебютировал в печати исследованием «Панафинеи» (лат. Panathenaica; Бонн, 1837).
Автор обзорного сочинения «Средневековые церковные здания Германии» (нем. Die mittelalterlichen Kirchen-Gebäude Deutschlands; 1856), подробного двухтомного путеводителя «Музеи и художественные произведения Германии» (нем. Die Museen und Kunstwerke Deutschlands. Handbuch für Reisende und Heimgekehrte; 1857—1858), очерка «Бременский кафедральный собор и памятники искусства в нём» (нем.  Der Dom zu Bremen und seine Kunstdenkmale; 1861). Наиболее известен составленным им «Иллюстрированным археологическим справочником по искусству немецкой древности, Средневековья и Ренессанса» (нем. Illustrirtes archäologisches Wörterbuch der Kunst des germanischen Altertums, des Mittelalters und der Renaissance; совместно с Оскаром Мотесом, в 2 томах, 1877—1878, 6-е издание 1922), а также «Биографическим словарём современных художников» (нем. Biographisches Künstler- Lexikon der Gegenwart; 1882) и «Словарём изобразительных искусств» (нем. Lexikon der Bildenden Künste; 1883).
Опубликовал также сборник «Стихотворения» (1871).